# LOVE&PEACE (sifowの曲)
LOVE&PEACE(ラブ・アンド・ピース)は、sifowの2枚目のシングルCD。

## 収録曲
1. LOVE&PEACE
  - 作詞：sifow／作曲：DJ Meltdown／編曲：H.M.T
  - NTV「スポんちゅ」7月～8月度エンディングテーマ曲。
2. くもりのち晴ればれ
  - 作詞：sifow／作曲：DJ Meltdown／編曲：H.M.T
3. LOVE&PEACE-Instrumental-
4. くもりのち晴ればれ-Instrumental-

## 収録アルバム
- データは2006年9月現在のもの。

1. LOVE&PEACE
『CLAЯITY』（9月13日発売）
2. くもりのち晴ればれ
アルバム未収録（コンピレーション含む）

## タイアップ
1. LOVE&PEACE
NTV「スポんちゅ」7月～8月度エンディングテーマ曲